# Утаракханд
Утаракханд (на хинди: उत्तराखंड; на английски: Uttarakhand), известен като Утаранчал от 2000 до 2006 г., е 27-ият щат на република Индия от 9 ноември 2000 г. Утаракханд граничи с Тибет на север, Непал на изток и с щатите Химачал Прадеш на запад и Утар Прадеш (от който Утаракханд се отделя през 2000 г.) на юг. Регионът традиционно е наричан Утаракханд в индуистките свещени писания, санскритски термин със значение ‘’Северна страна’’. През януари 2007 г. името му официално е променено от Утаранчал на Утаракханд, в съответствие с желанието на мнозинството жители на щата. Временната столица на щата е Дехрадун, който е най-големият град и железопътен център. Върховният съд на щата се намира в Наинитал.
Щатът привлича много туристи, а местното правителство предлага данъчни отстъпки за привличане на високотехнологични предприятия. Щатът също има големи язовирни проекти, често противоречиви и критикувани в Индия, като големият язовир Техри на реките Бхагиратхи и Бхилангана, който е замислен през 1953 г. и днес е почти завършен. Утаракханд е родното място на движението за опазване на околната среда Чипко, както и на много други социални движения, сред които и масовата агитация за създаване на щата през 1990-те години.

## История
Утаракханд е новото и в същото време традиционното име на щата образуван от хълмистата и планинска област на щата Утар Прадеш. Името означава Северна страна на санскрит и се среща в ранните индуистки писания като обединение на районите Кедаркханд и Манаскханд. Утаракханд е също думата използвана в Пураните за централните индийски Хималаи. Неговите върхове и долини са познати в древни времена като домът на боговете (санскр. сварга) и източникът на р. Ганг. Днес щатът е известен като Земята на боговете (Дев Бхуми) заради многобройните индуистки свещени места.
Регионът първоначално а заселен от коли, племе от дравидски произход. През ведическия период районът е заселен от индо-арийското племе кхаи, което пристигнало от северозапад. Утаракханд също е обитаван от риши и садхута (мъдреци и монаси). Вярва се, че мъдрецът Вяса е написал епоса Махабхарата тук, както и че Пандавите (герои от Махабхарата) са пътували и се лагерували в областта. Сред първите владетели на областта се Куниндите, които управлявали през 2 век пр.н.е. и практикували ранна форма на шиваизъм. Надписът на Ашока в Калси свидетелства за разпространението на будизма. Шамански практики, отклоняващи се от индуисткия канон също виреели. Индуизмът бил възроден през 9 век н.е. благодарение на усилията на Шанкара, както и на пристигане на заселници от равнините. Между 7 и 14 век династията Каюри произхождаща от народа кха управлявала територия в областта.
През средновековието регионът е част от Гархвалското кралство на запад и Кумаонското кралство на изток. През 1791 г. империята на гуркхите от Непал завладяла Алмора, столицата на Кумаонското кралство. През 1803 г. Гархвалското кралство също било завладяно от гуркхите. След Англо-непалската война от 1816 г. британците възстановяват частично Гархвалското кралство в Техри и заемат част от територията под свое управление. След независимостта на Индия през 1947 г., княжество Техри е присъединено кум щата Утар Прадеш, а Утаракханд е разделен на области Гархвал и Кумаон. През 1979 г. е създадена партията Утаракханд Кранти Дал, чиято цел е била отделянето на щата от Утар Прадеш.
Името Утаранчал е наложено от правителствата на Индия и Утар Прадеш. През август 2006 г. федералното правителство се съгласява да преименува щата на Утаракханд и президента подписва закона за преименуването през декември 2006 г.

## География
Повечето от северните части на щата се заемат от главната верига на Хималаите. Уникалната Хималайска екосистема осигурява дом за снежни леопарди, леопарди, тигри и редки растения. Две от най-големите реки на Индия Ганг и Ямуна извират от Утаракханд.
Климата и растителността на Утаракханд зависят от височината. В най-ниските части климата е тропичен, а в най-високите има само ледници и скали. В щата има джунгли, широколистни и иглолистни гори, както и савана и тундра. Много от горите са изсечени, но са направени частични усилия за възстановяването и опазването им.
В Утаракханд има шест национали парка: Джим Корбет в окръг Наинитал, Долината на цветята и Нанда Деви в окръг Чамоли, Раджаджи в окръг Харидвар, Говинд Пашу Вихар и Ганготри в окръг Утаркаши.
- Територия: 53 566 км²

Хълмиста и планинска местност: 92,57%
Равнина: 7,43%
Залесена площ: 63%
- Местоположение

Източна дължина: 77В° 34' 27" до 81В° 02' 22"
Северна ширина: 28В° 53' 24" go 31В° 27' 50"
- Върхове: Нанда Деви (7816 м), Камет (7756 м), Бадринат (7140 м), Чаукхамба (7138 м), Тришул (7120 м), Дунагири (7066 м), Панччули (6910 м), Нанда Кот (6861 м), Ганготри (6614 м), Гаури Парват (6590 м)

- Основни проходи: Мана Ла (5450 м), Нити Ла (5070 м), Липу Лекх (5122 м), Лумпиа Дхура (5650 м)

## Демография
Населението на Утаракханд се определя като гархвалци и кумаонци в зависимост от областта, която населява. След независимостта и разделението на Индия в щата се заселват пенджабци, непалци, бенгалци и тибетци.
В селските райони се говорят различни диалекти, но градското население говори най-вече на хинди.
Индуистите в щата са 85%, мюсюлманите 12%, сикхите 2,5%, а християните, будистите и джайните са около 0,5%.
- Население: 8 479 562 (2001 г.) (на 19 място)

Гъстота на населението: 158д./км²
Съотношение мъже към жени: 1000:964
Мъже: 50,9%
Жени: 49,1%
- Градове с население над 100 000 (2001 г.)

Дехрадун (530 263)
Харидвар (220 767)
Халдвани (158 896)
Руурки (115 278)
- Грамотност: 72%

- Села: 15 620

- Градове: 81

## Икономика
Брутният вътрешен продукт на Утаракханд за 2004 г. е оценен на 6 млрд. долара.
През 2003 г. е започната нова политика на намаляване на данъците, която е довела до увеличаване на инвестициите. Държавната компания за промишлено развитие е построила седем индустриални района в южната периферия на щата, а десетки ВЕЦ се строят в по-високите части.
- Железопътни гари: Котдвара, Дехрадун, Харидвар, Ришикеш, Халдвани, Рамнагар, Руурки

- Летища: Джоли Грант, Патнагар, Наинисаин, Гаучар (Хелипад)

- Икономически отрасли: туризъм, ВЕЦ, млекопреработване, земеделие, овощарство, цветарство, преработвателна промишленост

## Административно деление
В Утаракханд има 13 окръга разделени в две области. Област Гхарвал включва окръзите Чамоли, Дехрадун, Харидвар, Паури Гархвал, Рудрапраяг, Техри Гархвал и Утаркаши. Областта Кумаон включва окръзите Алмора, Багешвар, Чампават, Наинитал, Питорагарх и Удхам Сингх Нагар.

## Образование
В Утаракханд се намира най-старият инженерен колеж в Азия, Индийският технологичен институт в Руурки (бивш университет на Руурки). Освен това има университети в Пантнагар, Харидвар, Наинитал, Алмора и Шринагар.

## Свещени места
В Утаракханд се намират някои от най-известните светилища в Индия. Ганготри и Ямунотри, източници на реките Ганг и Ямуна, заедно с храмът в Бадринат (посветен на Вишну) и храмът в Кедарнат (посветен на Шива) предлагат една от най-благодатните обиколки на свещени места в Индия. Ришикеш е считан за световна столица на йога, а грандиозната гледка от Хемкунд има специално значение за сикхите. Архитектурата на повечето храмове е типична за района и леко се различава от архитектурата в други части на Индия. В тибетския будистки манастир Миндролинг се намира ступа, която се счита за най-високата в света.